# Nitscheïta
La nitscheïta és un mineral de la classe dels sulfats. Rep el nom en honor d'Heino Nitsche (Múnic, Alemanya, 24 de juliol de 1949 - Oakland, Califòrnia, EUA, 15 de juliol de 2014), químic nuclear. Va ser professor a la Universitat de Califòrnia a Berkeley i investigador del Laboratori Nacional Lawrence de Berkeley.

## Característiques
La nitscheïta és un sulfat de fórmula química (NH₄)₂[(UO₂)₂(SO₄)₃(H₂O)₂]·3H₂O. Va ser aprovada com a espècie vàlida per l'Associació Mineralògica Internacional l'any 2021, sent publicada l'any 2022. Cristal·litza en el sistema monoclínic. La seva duresa a l'escala de Mohs és 2.
Les mostres que van servir per a determinar l'espècie, el que es coneix com a material tipus, es troben conservades a les col·leccions mineralògiques del Museu d'Història Natural del Comtat de Los Angeles, a Los Angeles (Califòrnia) amb els números de catàleg: 75103 i 75104.

## Formació i jaciments
Va ser descoberta als Estats Units, concretament a la mina Green Lizard, situada al districte miner de Red Canyon (Comtat de San Juan, Utah). També ha estat trobada al dipòsit d'urani de la vall de Krunkelbach, a Menzenschwand (Baden-Württemberg, Alemanya). Aquests dos indrets són els únics de tot el planeta on ha estat descrita aquesta espècie mineral.